# Belca (Idrijca)
Belca je potok, ki izvira v Idrijskem hribovju in teče po istoimenski dolini do izliva v Idrijco na Lajštu blizu Idrijske Bele. Celotno porečje je težko dostopno in nenaseljeno, potok pa je znan predvsem po paru klavž, ki so ju v preteklosti uporabljali za splavljanje posekanega lesa proti Idriji - Brusovih in Putrihovih klavžah. Nekoliko višje je med drugo svetovno vojno delovala slovenska vojna partizanska bolnica Pavla. Ob sotočju z Idrijco na Lajštu je urejeno naravno kopališče.
V samem potoku živi potočna postrv, neokrnjena pobočja nad njim pa so tudi botanično zanimiva. Območje je zavarovano v okviru Krajinskega parka Zgornja Idrijca.